# Kevin Zonzini
Kevin Zonzini (11 de agosto de 1997) es un futbolista sanmarinense que juega en la demarcación de centrocampista para el F. C. Domagnano de la Campeonato Sanmarinense de fútbol.

## Selección nacional
Tras jugar con la selección de fútbol sub-19 de San Marino y con la sub-21, finalmente debutó con la selección de fútbol de San Marino el 5 de septiembre de 2020 en un partido de Liga de las Naciones de la UEFA contra Gibraltar, con un resultado de 1-0 a favor del combinado gibraltareño tras un gol de Graeme Torrilla.

## Clubes
| Club                     | País       | Año       | Partidos | Goles |
| ------------------------ | ---------- | --------- | -------- | ----- |
| San Marino Calcio        | San Marino | 2014-2017 |          |       |
| SS Cosmos                | San Marino | 2017-2021 | 60       | 5     |
| SP Tre Penne             | San Marino | 2021-2022 | 32       | 5     |
| F. C. Domagnano (cedido) | San Marino | 2022-     |          |       |